# Chagang-do

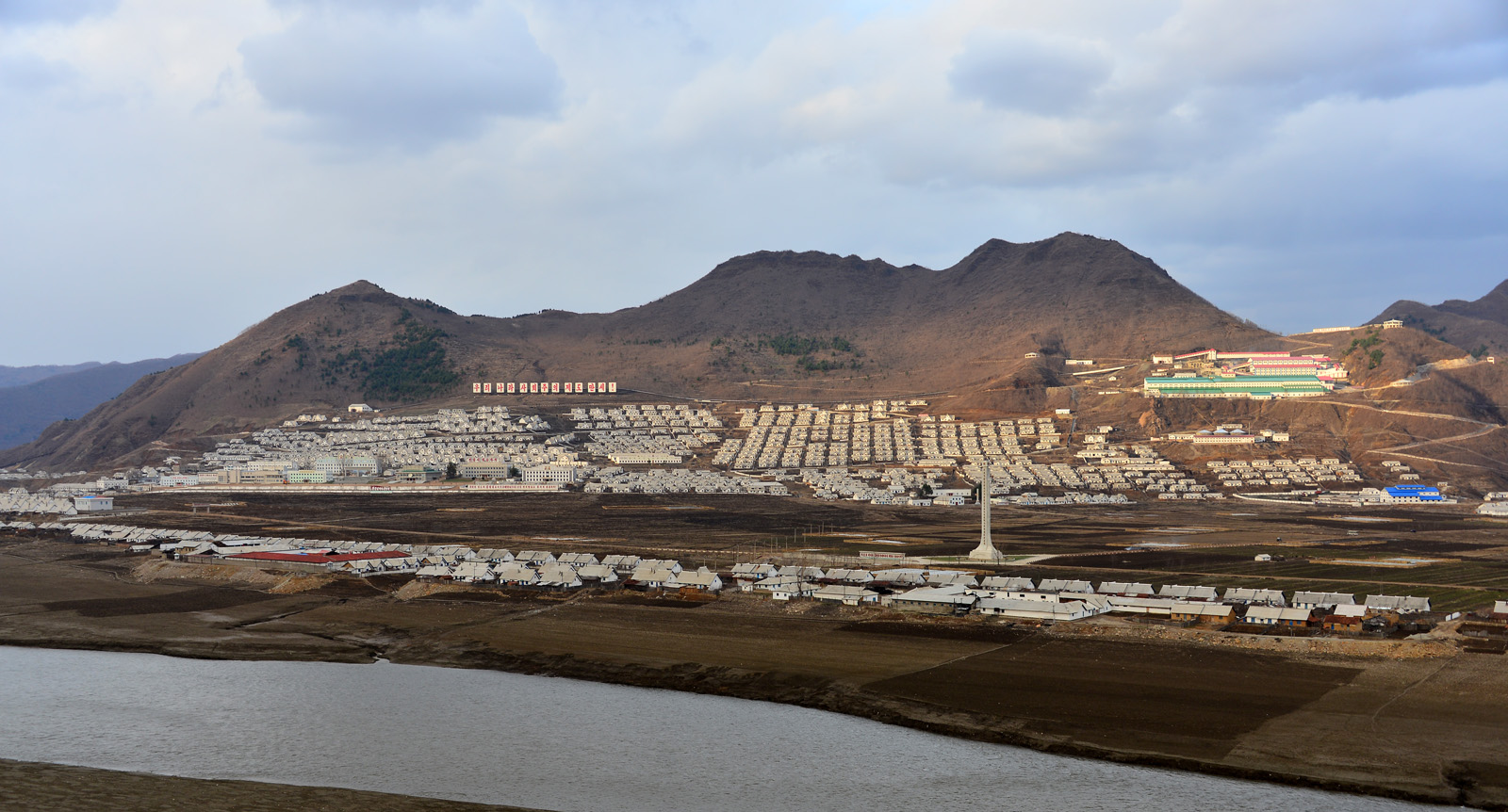
Kupfermine in Chunggang-kun, aufgenommen im März 2012

Chagang-do ist eine Provinz in Nordkorea. Die Regierungssitz der Provinz Chagang-do befindet sich in Kanggye.

## Geschichte
Chagang entstand 1949 durch Abspaltung des östlichen Teiles der Provinz P’yŏngan-pukto und eines Teiles der Provinz  Hamgyŏng-namdo. Der Name von Chagang setzt sich aus den ersten Silben der beiden Städte Chasŏng und Kangye zusammen.

## Geographie
Chagang-do grenzt im Norden an die Volksrepublik China, im Osten an Ryanggang-do und Hamgyŏng-namdo, im Süden an P’yŏngan-namdo und im Westen an P’yŏngan-pukto. 
Die Provinz Chagang ist zu 98 % bergig, die durchschnittliche Seehöhe beträgt 804 Meter, wobei der östliche Teil weit höher gelegen ist als der westliche. Chagang-do wird in nord-südlicher Richtung vom Nangrim-Gebirge durchlaufen. In Ost-West-Richtung zieht sich parallel zum Grenzfluss Yalu zur Volksrepublik China das Kangnam-Gebirge. Das Jeokyryeong-Gebirge verläuft ebenfalls in öst-westlicher Richtung durch die Provinz. Im Nordwesten des Nangrim-Gebirges liegt der 1227 hohe Berg Oga mit Urwald und einem seit 1959 bestehenden Naturschutzgebiet.
Neben dem Yalu sind der Changja-gang (dritter Zufluss des Yalu), der Wiwon, der Chasŏng sowie der Chongchon. Letzterer entspringt beim 1003 Meter hohen Berg Gaphyeon und fließt durch Kujang-kun, Kaechon und Anju, bevor der ins Gelbe Meer fließt. Von 217 Kilometern Länge sind 152 Kilometer schiffbar.

## Wirtschaft
Chagang-do ist ein Zentrum der Rüstungs- und Munitionsindustrie mit den Standorten Hŭich’ŏn und Kanggye. An den Flüssen der Provinz wurden mehrere Wasserkraftwerke gebaut, von denen die größten die Wasserkraftwerke Unbong (400 MW, in Betriebnahme 1970) und Wiwon (400 MW, in Betriebnahme 1990) in Zusammenarbeit mit China gebaut wurden. Darüber hinaus existieren zahlreiche Klein- und Kleinstwasserkraftwerke, für deren Errichtung Chagang die Modellprovinz war. Von den dadurch entstandenen Stauseen ist der Supung-Stausee der größte.

## Verwaltungsgliederung
In den 1950er Jahren wurden mehrere Gebietsreformen durchgeführt. Seitdem gliedert sich die Provinz Chagang-do in drei Städte und 15 Landkreise:

### Städte
- Hŭich’ŏn-si (희천시; 熙川市)
- Kanggye-si (강계시; 江界市)
- Manp'o-si (만포시; 滿浦市)

### Landkreise
- Changgang-kun (장강군; 長江郡)
- Chasŏng-kun (자성군; 慈城郡)
- Chŏnch'ŏn-kun (전천군; 前川郡)
- Ch'osan-kun (초산군; 楚山郡)
- Chunggang-kun (중강군; 中江郡)
- Hwap'yŏng-kun (화평군; 和坪郡)
- Kop'ung-kun (고풍군; 古豐郡)
- Rangrim-kun (랑림군; 狼林郡)
- Ryongrim-kun (룡림군; 龍林郡)
- Shijung-kun (시중군; 時中郡)
- Sŏnggan-kun (성간군; 城干郡)
- Songwŏn-kun (송원군; 松原郡)
- Ushi-kun (우시군; 雩時郡)
- Wiwŏn-kun (위원군; 渭原郡)
- Tongsan-kun (동신군; 東新郡)